# 우데게어
우데게어(Udege)는 우데게족이 사용하는 퉁구스어족의 언어 중 하나이다. 우데게족 대부분이 더 이상 고유 언어를 사용하지 않아 현재는 사멸 위기 언어이다.

## 방언
- 쿠르-우르미 방언(Kur-Urmi)
- 북부 방언군
  - 호르 방언(Khor)
  - 아뉴이 방언(Anyuy)
  - 사마르가 방언(Samarga)
  - 훈가리 방언(Khungari)
- 남부 방언군
  - 비킨 방언(Bikin)
  - 이만 방언(Iman)
  - 나문카 방언(Namunka)

연해(沿海, 프리모르스키)를 의미하는 '나문카'를 제외하면 방언 명칭은 모두 그것이 사용되는 지역의 강 이름에서 따온 것이다. 남부 방언군은 케카르어(Kekar)나 캬칼라어(Kyakala)라는 명칭으로도 알려져 있다.
1930년대 예브게니 슈나이더(Евгений Шнейдер)에 의해 북부의 호르 방언을 기반으로 한 라틴 문자 표기의 표준 문어(文語)가 처음 만들어졌으나 그가 대숙청 중에 체포되어 사망한 이후 잘 쓰이지 않게 되었다. 80년대 후반 키릴 문자 표기의 우데게어 문어가 다시 형성되기 시작하였으며, 크게 호르 방언을 바탕으로 한 북부판(하바롭스크 버전)와 비킨 방언을 바탕으로 한 남부판(페테르부르크 버전)이 있다.

## 어휘
이 언어는 퉁구스어족의 여러 언어와 밀접한 관계를 갖고 있으며 예전 우데게어의 자리를 차지한 나나이어로부터 온 외래어를 다양하게 갖고 있다. 예를 들면 다음과 같다 :
[banixe] (감사합니다) / 나나이어 : [banixa] / 예전의 우데게어 : [usasa]
[dœlbo] (일하다/일)/ 나나이어 ; [dœbo] / 예전의 우데게어 : [etete]
[daŋsa] (책) / 나나이어 [daŋsa] / 이 나나이어 단어 자체도 중국어 檔子[발음 : dāngzi, 원래 '문서'을 의미한다.]로부터 온 외래어이다.
일반적으로 이 두 언어[우데게어, 나나이어]의 높은 수준의 동화는 비킨 지방에서 발견되어 왔다. 우데게 어는 또한 비킨 지방의 나나이 어 사투리에 음운학적인 영향을 미쳤다. 그 영향으로는 다음과 같은 것이 있다(이중모음의 단모음화, 비강 모음의 denasalization(비음의 후반부가 구음화하는 현상 : 코로 내는 소리가 입으로 내는 소리로 변화), 줄여진 마지막 모음의 소멸, 자음으로 끝나는 단어가 없도록 하기 위해 모음을 추가적으로 넣어주는 것, 그리고 모음 사이에 있는 [w]발음의 소멸 등이다).

## 문자
1931년 ~ 1937년 알파벳.
| A a | Ā ā | B в | Є є | D d | Ӡ ӡ | E e | Ē ē |
| Æ æ | F f | G g | H h | I i | Ī ī | J j | K k |
| L l | M m | N n | Ņ ņ | Ŋ ŋ | O o | Ō ō | Ө ө |
| P p | R r | S s | T t | U u | Ū ū | W w | X x |
| Y y | Z z | ’   |     |     |     |     |     |

## 음운 체계

### 모음
|        | 전설 모음 | 전설 모음 | 중설 모음 | 후설 모음 |
| ------ | --------- | --------- | --------- | --------- |
| 고모음 | i iː      | y yː      |           | u uː      |
| 중모음 | e eː      | ø øː      | ə əː      | o oː      |
| 저모음 | æ æː      | æ æː      | a aː      |           |

### 자음
|        | 순음 | 순음 | 치경음 | 치경음 | 경구개음 | 경구개음 | 연구개음 | 연구개음 | 성문음 |
| ------ | ---- | ---- | ------ | ------ | -------- | -------- | -------- | -------- | ------ |
| 파열음 | p    | b    | t      | d      |          |          | k        | ɡ        | ʔ      |
| 마찰음 |      |      | s      | s      |          |          | x        | ɣ        | h      |
| 파찰음 |      |      | (t͡s)   | (d͡z)   | t͡ʃ       | d͡ʒ       |          |          |        |
| 비음   | m    | m    | n      | n      | ɲ        | ɲ        | ŋ        | ŋ        |        |
| 접근음 | w    | w    |        |        | j        | j        |          |          |        |
| 설측음 |      |      | l      | l      |          |          |          |          |        |

1. ↑  코르 방언에는 별도의 음소가 존재하기 때문입니다.
2. ↑  남부 그룹에서는 각각 /ts/ 및 /dz/로 구현됩니다.

## 같이 보기
- 우데게족
- 퉁구스어족